# John Holker (homme politique)
John Holker (1828 - 24 mai 1882) est un avocat et homme politique britannique. Il est député pour Preston de 1872 jusqu'à sa mort dix ans plus tard. Il est solliciteur général puis procureur général dans le deuxième gouvernement de Benjamin Disraeli.

## Biographie

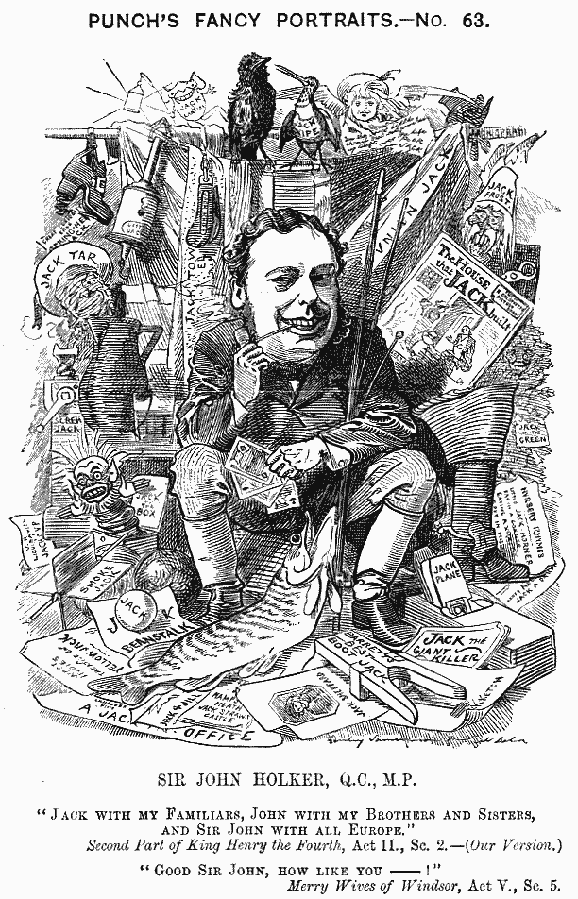
Caricature de Punch, 1881

Il est né à Bury, Lancashire, et fait ses études à la Bury Grammar School. Après avoir été stagiaire chez un notaire, il est admis au barreau de Gray's Inn en 1854, où il devient plus tard conseiller et trésorier en 1875. Il rejoint le Circuit Nord et vit à Manchester. Il se marie en 1861 mais n'a pas d'enfants. Après la mort de sa première femme, il se remarie en 1874 avec Mlle Mary Lucia Richardson. Il n'a aucun enfant de l'un ou l'autre mariage.
Il retourne à Londres en 1864, où il développe une pratique juridique importante et lucrative, et est nommé conseiller de la reine en 1866.
Il est le candidat conservateur lors d'une élection partielle à Preston en 1872, l'une des premières tenues après que le Ballot Act de 1872 exige l'utilisation d'un scrutin secret. Il est député de Preston jusqu'à sa mort en 1882. Il devient solliciteur général dans le gouvernement de Benjamin Disraeli en 1874 et est fait chevalier. Il remplace Sir Richard Baggallay au poste de procureur général en 1875, conservant son poste jusqu'à ce que les libéraux remportent les élections générales de 1880.
Il est nommé Lord Justice of Appeal en janvier 1882, mais démissionne en raison de problèmes de santé en mai et meurt à Londres quelques jours plus tard.